# Halo-halo

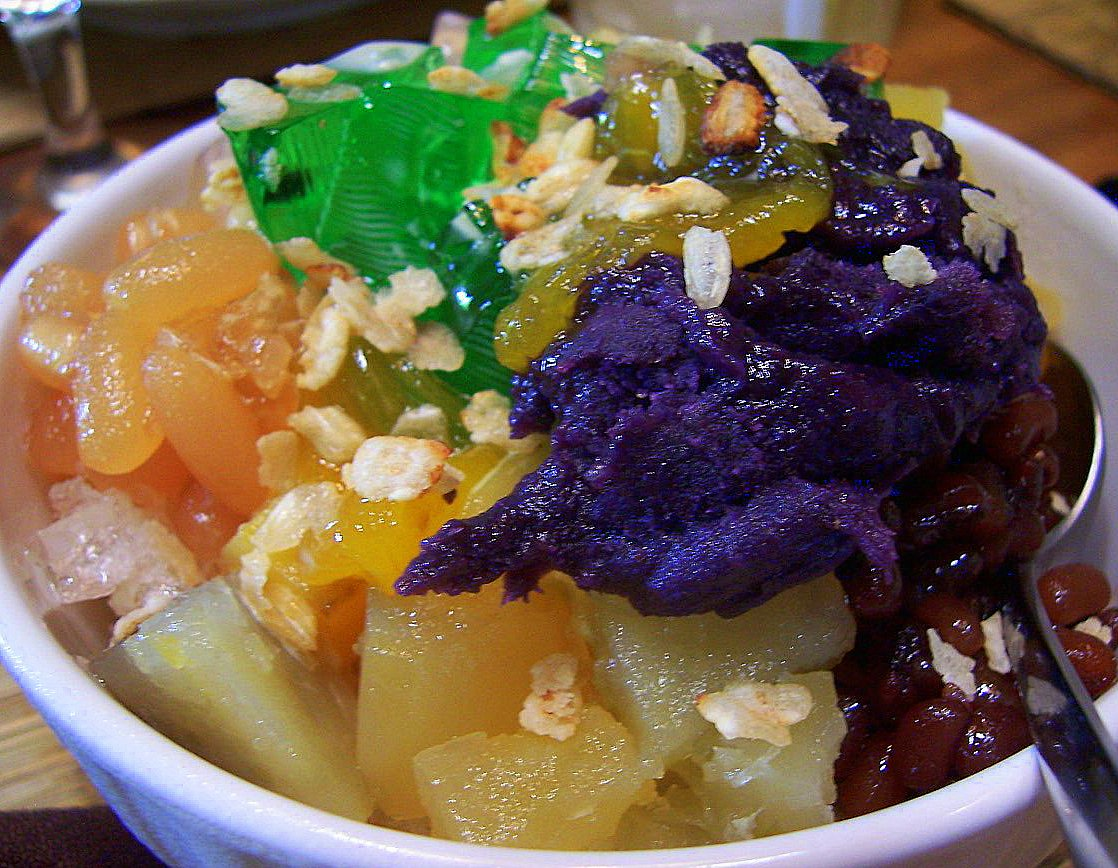
Halo-halo.

Halo-halo (tagalog: 'blandning') är en filippinsk dessert som är populär i Asien. Den ser ut som en glassdessert men har andra ingredienser och smak. Grundläggande ingredienser är hyvlad is, glass (ofta med lilafärgad sylt), färsk frukt, gelé av något slag, knapriga flingor eller dito snacks samt mjölk (eller kondenserad mjölk). Dessutom innehåller blandningen ofta bönor och jackfrukt.
Halo-halo har viss sötma. Man brukar äta halo-halo under den varmaste perioden i Filippinerna, som är under mars till juni.